# 선도표

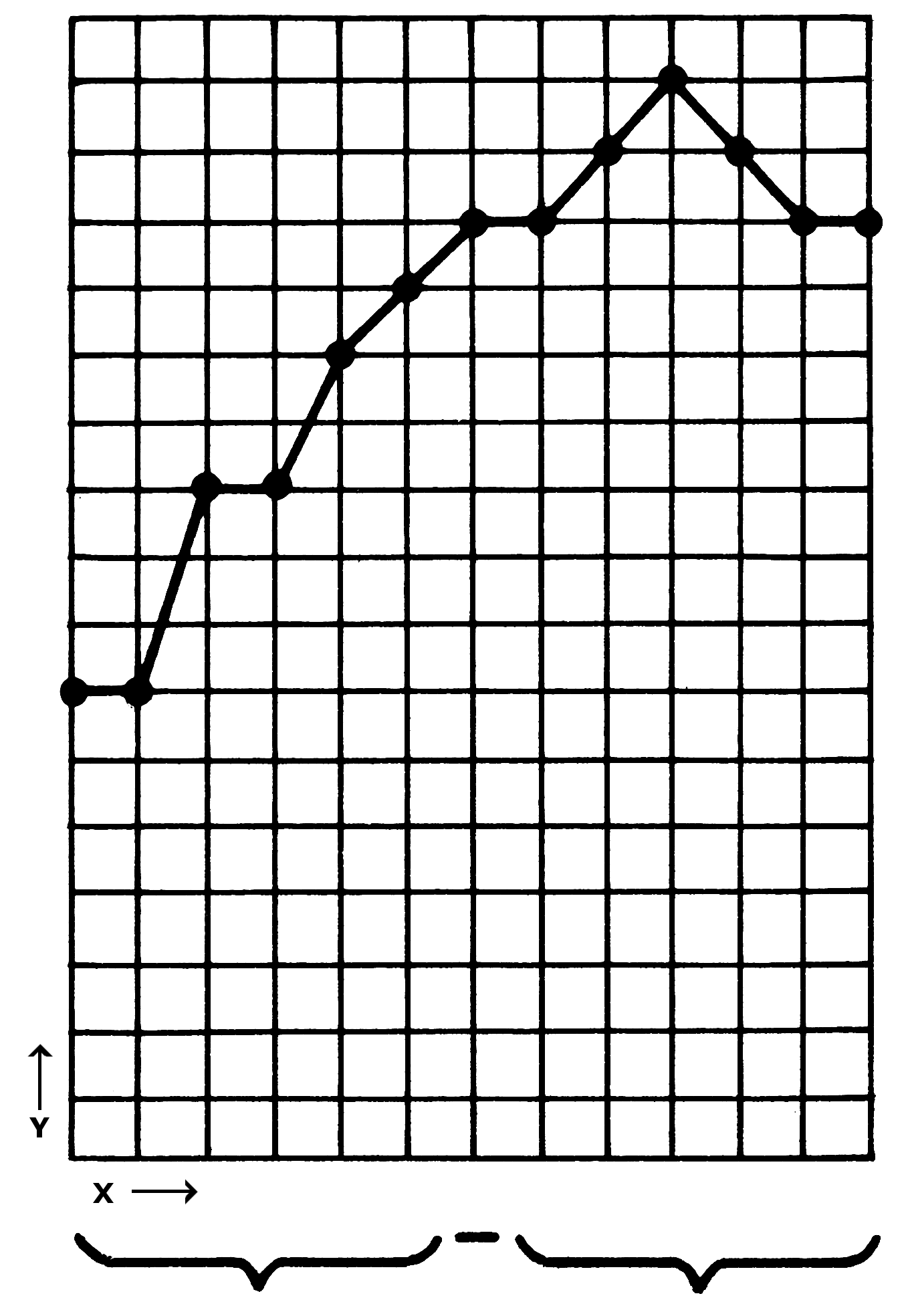
이 단순 그래프는 연결된 지점의 간격에 따른 데이터를 표현한다

선도표, 라인 차트(line chart)는 직선 세그먼트로 연결된 '마커'(marker)라는 이름의 일련의 데이터 지점으로 정보를 표시하는 차트의 일종이다. 수많은 분야에서 일반화된 기본적인 유형의 차트이다. 측정 지점이 정렬되고(일반적으로 x축 값으로 정렬) 직선 세그먼트와 함께 병합된 것을 제외하고는 산점도와 비슷하다. 선도표는 시간 간격에 따라 데이터의 경향(트렌드)을 시각화하기 위해 종종 사용되는데 이를 시계열이라고 하며, 이에 따라 선은 시간 순서에 따라 표현되기도 한다. 이러한 경우에는 실행 도표(런 차트, run chart)라고 부른다.

## 역사
초기에 알려진 선도표 중 일부는 일반적으로 프랜시스 혹스비, 니콜라스 사무엘 크루퀴우스, 요한 하인리히 람베르트, 윌리엄 플레이페어에 의해 착안되었다.

## 예
실험과학에서 실험을 통해 수집된 데이터는 그래프를 통해 시각화되기도 한다. 이를테면 특정 시점의 낙체 속도의 데이터를 수집한다고 가정하면 다음과 같은 표로 데이터를 시각화할 수 있다:

속도 대 시간 그래프

| 소요 시간 (초) | 속도 (m s−1) |
| -------------- | ------------ |
| 0              | 0            |
| 1              | 3            |
| 2              | 7            |
| 3              | 12           |
| 4              | 20           |
| 5              | 30           |
| 6              | 45.6         |

## 같이 보기
- 데이터 시각화